# Amalija Đakonović
Amalija Đakonović (Temišvar, 1912. — Beograd, 2001) bila јe srpska slikarka i likovni pedagog. Pisala je i udžbenike i priručnike.

## Biografija
Akademiju likovne umetnosti završila 1948. godine u Beogradu, a od 1951. kao član Udruženja likovnih umetnika Srbije izlagala je na mnogim zajedničkim izložbama u zemlji i inostranstvu.
Amalija Đakonović je bila profesor likovnog vaspitanja i nacrtne geometrije u Srednjoj arhitektonskoj školi u Beogradu u ulici Vojislava Ilića, gde je imala i atelje. Bila je slikarski vrlo produktivna i aktivna od početka 1950-ih pa do osamdesetih godina prošlog veka.

## Samostalne izložbe
- Galerija ULUS, Beograd, 11-20 januar 1955.
- Galerija ULUS, 1956.
- Galerija ULUS, 11-21. januar 1959
- Zemun, 1980